# Sarandi (ort i Brasilien, Rio Grande do Sul, Sarandi, lat -27,94, long -52,92)
Sarandi är en ort i Brasilien.   Den ligger i kommunen Sarandi och delstaten Rio Grande do Sul, i den södra delen av landet, 1 400 km söder om huvudstaden Brasília. Sarandi ligger 505 meter över havet och antalet invånare är 15 158.
Terrängen runt Sarandi är lite kuperad. Det finns inga andra samhällen i närheten.
Trakten runt Sarandi består till största delen av jordbruksmark. Runt Sarandi är det ganska tätbefolkat, med 67 invånare per kvadratkilometer.